# White River (Dakota del Sud)
White River (in lakota: Makhízita wakpá) è un comune (city) degli Stati Uniti d'America e capoluogo della contea di Mellette nello Stato del Dakota del Sud. La popolazione era di 581 abitanti al censimento del 2010.

## Geografia fisica
White River è situata a 43°34′10″N 100°44′46″W (43.569438, -100.746161).
Secondo lo United States Census Bureau, la città ha una superficie totale di 1,34 km², dei quali 1,34 km² di territorio e 0 km² di acque interne (0% del totale).
A White River è stato assegnato lo ZIP code 57579 e lo FIPS place code 71340.

## Storia
White River venne fondata come capoluogo della nuova contea di Mellette nel 1911. La città prende il nome dal White River.

## Società

### Evoluzione demografica
Secondo il censimento del 2010, la popolazione era di 581 abitanti.

### Etnie e minoranze straniere
Secondo il censimento del 2010, la composizione etnica della città era formata dal 48,88% di bianchi, lo 0,34% di afroamericani, il 40,62% di nativi americani, lo 0,34% di asiatici, lo 0% di oceanici, lo 0,86% di altre razze, e l'8,95% di due o più etnie. Ispanici o latinos di qualunque razza erano il 2,07% della popolazione.